# Coupe du monde féminine de football américain
La Coupe du monde féminine de football américain est une compétition internationale de football américain qui se déroule ordinairement tous les quatre ans. Cette compétition, créée en 2010 est organisée par l'IFAF (Fédération internationale de football américain).

## Palmarès
| 2010 | Suède    | États-Unis | 66-0  | Canada | Finlande | 26-18 | Allemagne       |
| 2013 | Finlande | États-Unis | 64-0  | Canada | Finlande | 20-19 | Allemagne       |
| 2017 | Canada   | États-Unis | 41-16 | Canada | Mexique  | 19-8  | Grande-Bretagne |
| 2021 |          |            | -     |        |          | -     |                 |

## Bilan
| Rang | Pays       | Médaille d'or | Médaille d'argent | Médaille de bronze |
| ---- | ---------- | ------------- | ----------------- | ------------------ |
| 1    | États-Unis | 3             | 0                 | 0                  |
| 2    | Canada     | 0             | 3                 | 0                  |
| 3    | Finlande   | 0             | 0                 | 2                  |
| 4    | Mexique    | 0             | 0                 | 1                  |